# 彼德·布拉津西奇
彼德·布拉津西奇（1969年5月29日—），曾经是澳大利亚足球运动员，现在为澳大利亚职业足球联赛球队阿德莱德联的守门员教练。

## 球员生涯
彼德的职业生涯开始于澳大利亚国家足球联赛球队西阿德莱德，并在后期逐渐成为球队主力。1997赛季，为了填补黄洪涛出国留学后的空缺，中国甲A联赛球队广州太阳神邀请彼德加盟。彼德在广州太阳神待了两个赛季，出场40次，虽然他无法挽救广州队在1998赛季降级，但他仍然被认为是广州队甲A联赛时代的最佳守门员。
随后彼德回到澳大利亚，先后在北方精神和西阿德莱德担任替补守门员。2000年，他在阿德莱德突击者结束自己的球员生涯。

## 教练生涯
彼德在2006年开始担任澳大利亚职业足球联赛球队阿德莱德联的守门员教练。他被誉为是目前澳大利亚联赛中最好的守门员教练。